# Kamp Jodensavanne

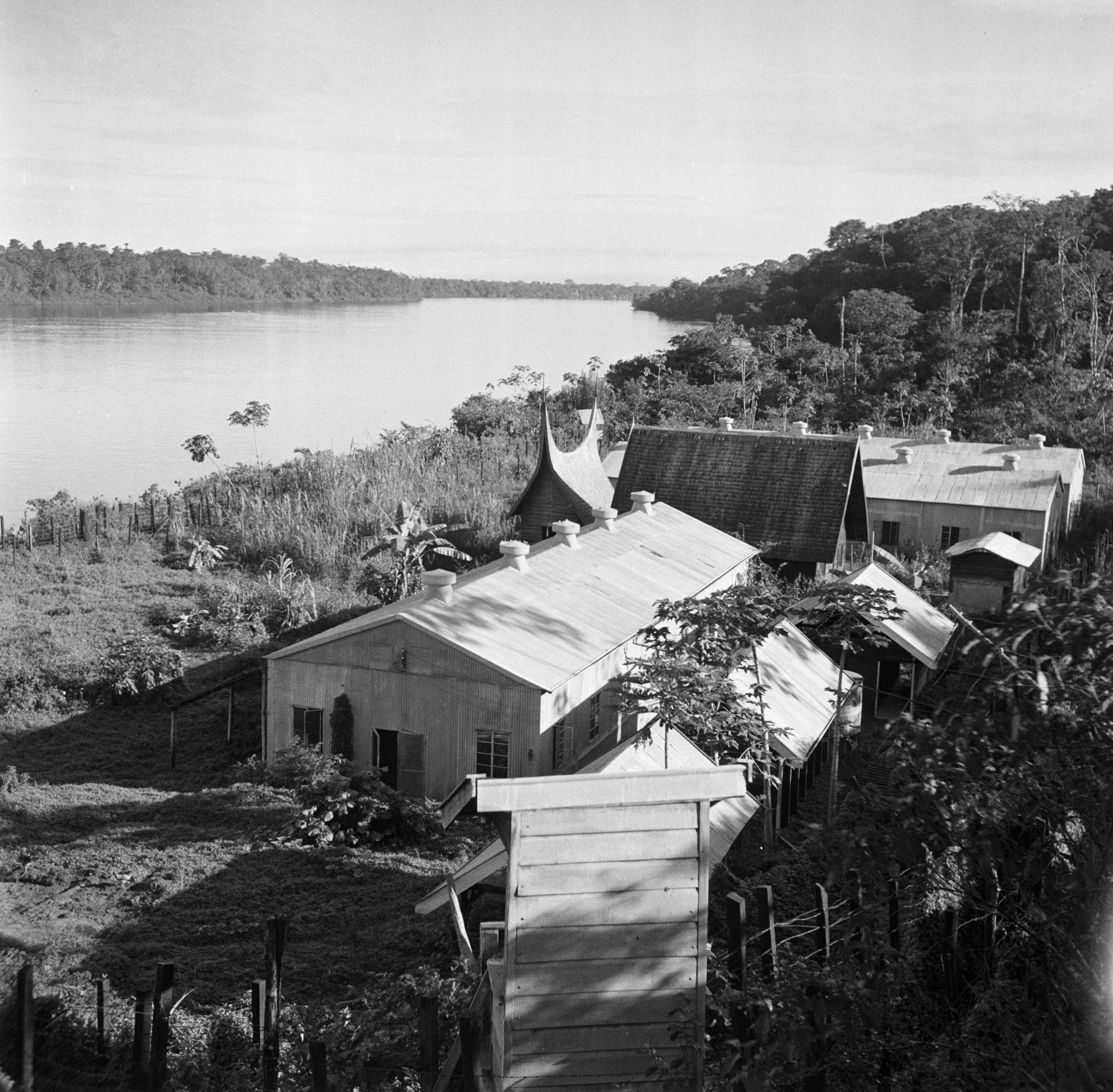
Het kamp in 1947

Kamp Jodensavanne was een Nederlands concentratiekamp / interneringskamp in Suriname. Tijdens de Tweede Wereldoorlog werden er 146 al dan niet vermeende aanhangers van de NSB en de nazi's uit Nederlands-Indië gevangen gehouden en enige gevangenen vermoord.

## De gevangenen
De groep van 146 'onverzoenlijken', waaronder Ernest Douwes Dekker, een achterneef van Eduard Douwes Dekker, en dienstweigeraar Lo Hartog van Banda, maakte deel uit van enige duizenden Duitsers, Hongaren, Tsjechen, Italianen, Nederlanders met een Duitse achternaam en Indische NSB'ers die op 10 mei 1940 in Nederlands-Indië waren opgepakt. Aanvankelijk werden ze geïnterneerd op het eiland Onrust en in Ngawi. Nadat Nederland op 8 december 1941 Japan de oorlog verklaarde, stelde gouverneur-generaal Van Starkenborgh van Nederlands-Indië voor de meest gevaarlijken onder hen in West-Indië te interneren. Gouverneur Kielstra van Suriname besliste positief op een verzoek daartoe. De gevangenen werden vervolgens opgesloten in een kooi op het schip Tjisedane en van Soerabaja naar Paramaribo vervoerd. Op 21 maart 1942 kwam de groep in Suriname aan.

## Het kamp
Het kamp bestond uit drie barakken die bij Jodensavanne waren gebouwd. Door vertraging bij de aanvoer van bouwmaterialen kon Kamp Jodensavanne echter pas in september 1942 in gebruik worden genomen. De gevangenen werden daarom van maart tot september in het Fort Nieuw-Amsterdam opgesloten in oude slavenverbijven. In eenmaal in het kamp aangekomen moesten ze dwangarbeid verrichten in de houtploeg, de bootploeg of de visploeg. Men ontving geen post en ook geen voedselpakketten van het Rode Kruis. Het kamp werd 'de groene hel' genoemd. De hygiënische omstandigheden waren slecht, en veel gevangenen liepen dysenterie op en malaria. De enige arts was de havenarts van Tanjung Priok, Lex Schoonheyt, zelf een geïnterneerde.

## Executies
In oktober 1942 kreeg gevangene Lo Hartog van Banda wegens werkweigering eenzame opsluiting in een houten barak aan de rand van het kamp. Hier stelde hij vast dat eenzame opsluiting de beste kansen bood voor ontsnapping. Hij plande vervolgens samen met medegevangenen Raedt van Oldenbarneveldt, Van Poelje, Stulemeyer en Kraak een ontsnappingspoging die moest beginnen met werkweigering en de daaropvolgende eenzame opsluiting. Begin november kregen de vijf gevangenen de opdracht om de toiletten van de bewakers met de blote handen te reinigen. Nadat zij dit weigerden werden zij opgesloten in de houten cellenbarak. Vervolgens werd besloten om in de nacht van 4 op 5 november te ontsnappen. Hartog van Banda werd echter op 4 november vanwege zijn verjaardag vrijgelaten uit zijn cel. De andere vier ontsnapten zonder hem, nadat ze een stuk plank uit de achterste cel hadden gezaagd. Ze wilden naar Frans-Guyana, maar verdwaalden en werden gepakt. Na te zijn mishandeld werden ze overgebracht naar Paramaribo, waar ze door kolonel Jan Kroese Meyer werden verhoord. Alle vier werden ter dood veroordeeld. Twee van hen, L.K.A. Raedt van Oldenbarneveld en L.A.J. van Poelje, werden daadwerkelijk doodgeschoten. Vervolgens ketste een geweer en kwam de directeur van Fort Zeelandia tussenbeide. Van de beide geëxecuteerde mannen werd later officieel beweerd dat ze op de vlucht zouden zijn neergeschoten. Na de oorlog bleek dat ze van achteren waren beschoten terwijl ze geboeid waren. Kolonel Kroese Meyer werd echter niet vervolgd. Hij kreeg de Militaire Willems-Orde in 1948.
Hendrik Jan van der Molen, kapitein van de marechaussee en later Amsterdams hoofdcommissaris, kreeg de opdracht om dit incident te onderzoeken.
Stulemeyer, een van de deelnemers aan de vluchtpoging, vertelde later dat de vluchters hadden geweigerd om oude joodse graven te openen om te zoeken naar kostbaarheden.

## Naar Nederland
Na de bevrijding wist de Nederlandse regering niet goed wat ze met de geïnterneerden aan moest. Ze vielen onder de regering van Nederlandsch-Indië, maar die had feitelijk opgehouden te bestaan. Ten slotte werd besloten ze naar Nederland over te brengen. Op 15 juli 1946 kwamen de gevangenen van Kamp Jodensavanne pas vrij. Drie dagen later verlieten ze per schip Suriname.